# Blancs sud-africans

Percentatges de Blancs a Sud-àfrica

Els habitants sud-africans d'origen europeu no només inclou a la majoria afrikàner, sinó que també hi ha una important població d'ascendència europea (procedent del Regne Unit o d'Europa Continental) que s'identifiquen més amb l'anglès que amb altres idiomes sud-africans i més amb el món anglosaxó i la diàspora anglosaxona que amb la cultura criolla bòer que està més vinculada al territori africà.
Hi ha prop de 4,4 milions de blancs (5,3 milions comptant els residents a l'exterior) a Sud-àfrica (2008); una mica menys que la xifra record pròxima a 5.3 milions del 1995. Aproximadament el 60% d'ells parlen afrikaans com a llengua materna i l'altre 39% l'anglès. L'1% restant parla alguna altra llengua com l'alemany, portuguès o grec. Els parlants d'afrikaans s'autodenominen afrikàners, i al contrari les persones de parla anglesa no han constituït una entitat política o cultural a Sud-àfrica, per tant no existeix un terme comunament acceptat per a denominar-los, encara que utilitzen el de sud-africà anglòfon o sud-africà de parla anglesa. Molts blancs van emigrar a Sud-àfrica, després de la independència dels països africans en els quals vivien, des de Moçambic o Zimbabwe, per exemple. Sud-àfrica també continua sent una bona destinació entre els britànics expatriats. Paral·lelament molts sud-africans blancs han emigrat a països del primer món des de 1994. 
Durant l'apartheid, els immigrants de Taiwan, Corea i el Japó eren considerats 'blancs honoraris' (honorary whites), ja que els seus governs mantenien relacions diplomàtiques amb el de Sud-àfrica. A aquestes persones se'ls garantien els mateixos privilegis que als blancs de Sud-àfrica. Els americans d'origen africà també van aconseguir certes vegades aquest estatus amb la justificació que eren 'civilitzats' i tenien 'valors occidentals'.
a la darrera dècada hi ha hagut un fort descens en la població blanca a causa de l'emigració, uns 850.000 blancs han emigrat (el 16% de la comunitat), temporal o definitivament. Comparat a les xifres oficials de 1994 en les quals la població blanca arribava al 13,6%, hi ha una minva significativa del 3,8%(9,2%actualment).
Aquesta tendència és evident a ciutats com Durban, en on la població blanca va disminuir en 38.904 (12%) entre 1995 i 2001. En Pietermaritzburg la població blanca va decréixer de 56.328 persones a 45.030, perdent prop del 20% de la comunitat blanca dins del mateix període. El 2004 la facultat d'economia i finances a la universitat de KwaZulu-Natal estimaven una caiguda del 15% en una província que va assolir els 540.000 blancs el 1995 (470.000 el 2007).
Malgrat aquesta emigració, les poblacions blanques en Rand de Sud-àfrica, Johannesburgo, Pretòria i Ciutat del Cap van créixer en xifres absolutes entre 1995 i 2001. La població blanca del Rand de Sud-àfrica es va ampliar en 31.567 persones (un 7%). La població blanca de Pretòria també ha augmentant un 0,7%amb 3.295 residents més. A Johannesburgo la població blanca va augmentar en 22.982 persones (un 4,6%). Des de 2006, davant de la gravetat de l'"èxode" de gran part de la comunitat blanca (persones joves i laboralment molt qualificades), el govern ha començat a prendre mesures que suavitzin la política de "discriminació positiva" i que incentivin el retorn de part dels emigrats.

Com moltes altres comunitats fortament influïdes per l'herència colonial a l'Àfrica, els blancs de Sud-àfrica sovint estan econòmicament millor situats dels seus veïns negres, però no obstant això han lliurat el govern polític a la majoria. També hi ha blancs a Sud-àfrica que viuen en la pobresa (entre 7-10%-10 el 2006).
Els blancs sud-africans participen en política, tenint presència en tot l'espectre polític, d'esquerra a dreta. Els blancs es consideren normalment tan sud-africans com la resta d'habitants de Sud-àfrica. La història dels blancs a Sud-àfrica es remunta al segle xvii(1652), contemporània a la d'USA o el Canadà i és anterior a la d'Austràlia (finals del s. XVIII).
Hi ha hagut rivalitat entre els afrikaans (més conservadors) i els blancs de parla anglesa (de tendències liberals i progressistes). Això és degut en part a la Segona Guerra Bòer, a la temptativa de la Gran Bretanya d'anglificar el país durant la primera meitat del segle xx, i del nacionalisme afrikaans.
Abans de 1994, la minoria blanca de Sud-àfrica acaparava el poder polític sota el sistema de segregació racial anomenat Apartheid. Molts blancs van donar suport al govern i a l'apartheid, però també hi havia una oposició gran entre la comunitat anglosaxona.
Diversos sud-africans blancs en barris predominantment blancs rics, com Sandton s'han vist afectats en el 2008 pel 13,5% de robatoris a les seves cases i delinqüència als carrers. En un estudi el Dr. Johan Burger, s'afirma que els delinqüents estaven específicament destinats als suburbis "rics". Burger va revelar que diversos suburbis rics estan envoltats de zones residencials més pobres. El Dr. també guarda relació amb un dret complex que tenen els delinqüents; "Ells senten que tenen dret, pel seu propi bé, per a tenir dels que tenen molt". L'informe també va trobar que els residents dels suburbis rics en Gauteng no només es troben en major risc de ser objectiu de la inseguretat sinó també de ser assassinats durant el robatori a mà armada.
L'actual crisi financera mundial ha frenat l'alta taxa de blancs que emigren a l'estranger i ha portat a un nombre creixent d'emigrants que tornen a viure a Sud-àfrica. Luyckx Charles, CEO d'Elliot International i membre del consell de l'Associació Professional Movers diu que en els últims sis mesos de 2008, l'emigració va disminuir en un "10% ". Mentrestant, va revelar que "la importació de blancs" ha augmentat en un 50%.
Després de l'apartheid els blancs han format el gruix electoral del NNP (Nou Partit Nacional) i de la DA (Aliança Democràtica) que també reben suport de les minories mestissa (coloured) i asiàtica.
La líder de la Da i alcaldessa de Ciutat del Cap, Helen Zille, ha estat nomenada millor alcaldessa del món.

## Esports
La majoria dels blancs afrikàners juguen al rugbi mentre que els de parla anglesa practiquen el cricket, encara que les dues majories de blancs sud-africans també practiquen la natació, carreres de cotxes i el golf, d'altres practiquen el futbol però són minoria en l'elecció d'aquest esport.

Els sud-africans blancs han guanyat 2 títols de rugbi en 1995 i 2007 on eren majoria en els equips titulars amb un i dos jugadors negres el quinze inicial dels respectius torneigs.
En la natació han tingut èxit havent guanyat una medalla d'or en els 4 x 100 m relleus estil lliure als Jocs Olímpics d'Estiu de 2004 i Roland Schoeman va obtenir el record mundial de 50 m papallona (Curs Llarg - 22,96 segons) i el 2008 Cameron van der Burgh gana el mundial de sèries de natació.
Mentre que en golf es destaquen Ernie Els, Retief Goosen, Trevor Immelman i Rory Sabbatini i en tennis Kevin Anderson, Wesley Moody, Rik de Voest.

D'altra banda en futbol hi ha jugadors com Matty Pattison, Bradley Carnell, Rowen Fernández, Craig Bianchi, Brett Evans, Ryan Botha, com així també Mark González (xilè nacionalitzat).
El guanyador del Ral·li Dakar 2009 d'autos va ser Giniel de Villiers.

## Blancs sud-africans destacats

### Artistes
Escriptors
- John Maxwell Coetzee, premi Nobel de literatura del 2003
- Nadine Gordimer, premi Nobel de literatura del 1991

Musics
- Die Antwoord, grup de rap del moviment zef

### Esportistes
Rugbi
- Percy Montgomery exrugbier Campió del Món 2007
- Schalk Burger rugbier Campió del Món 2007
- Francois Pienaar exrugbier Campió del Món 1995
- Os Du Rant dues vegades Campió del Món rugbi 1995 i 2007
- Joost van der Westhuizen Rugbier Campió del Mundo 1995
- Jake White Entrenador campió del Món Sevens 2002 i mundial de rugbi 2007

Cricket
- Graeme Smith jugador de cricket record mundial obertura wicket
- Neil Mckenzie jugador de cricket record mundial obertura wicket
- Dale Steyn jugador de prova de l'any 2008 cricket

Natació
- Roland Schoeman Or 4 x 100 m relleus, Plata homes 100 metres estil lliure
- Rik Neethling Or 4 x 100 m relleus
- Darian Townsend Or 4 X 100 m relleus
- Lyndon Ferns Or 4 X 100 m relleus
- Jean Basson semifinalista 400 m lliures
- Cameron Van Der Burgh Campió del Món natació 2008

Rem
- Donovan Cech Bronze Jocs olímpics 2008
- Ramon di Clement bronze Jocs olímpics 2008

Surf
- Jordy Smith Campió Mundial de Surf Isa 2006 Homes
- Mathew Moir Campió Mundial de Surf Isa 2006 Longboard

Ral·li Dakar
- Giniel de Villiers Campió de cotxes 2009